# Pygmégrönbulbyl
Pygmégrönbulbyl (Phyllastrephus debilis) är en fågel i familjen bulbyler inom ordningen tättingar.

## Utseende och läte
Pygmégrönbulbylen är en mycket liten sångarlik bulbyl. Den har olivgrön rygg, ljus undersida, grått på hjässan och i nacken och ett ljust öga. Den är mycket lik usambaragrönbulbylen, men är ljusare, utan olivgrön anstrykning på hjässan och i nacken. Den liknar gulstrimmig grönbulbyl i färgsättningen, men är mycket mindre och har ljust öga. Lätet är ett grovt tjattrande som ofta blandas med sången, en synkopiserad serie med låga nasala toner som ökar i hastighet.

## Utbredning och systematik
Pygmégrönbulbyl delas in i två underarter:
- P. d. rabai – förekommer i lågland från kustnära sydöstra Kenya till sydöstra Tanzania (Rufijifloden)
- P. d. debilis – förekommer från sydöstra Tanzania till östra Zimbabwe och södra Moçambique

## Levnadssätt
Pygmégrönbulbylen hittas i låglänta skogar och lummiga öppna skogsområden. Den ses ofta som en del av kringvandrande artblandade flockar.

## Status och hot
Arten har ett stort utbredningsområde, men tros minska i antal, dock inte tillräckligt kraftigt för att den ska betraktas som hotad. Internationella naturvårdsunionen IUCN listar arten som livskraftig (LC).